# ماتیس آموگو
ماتیس آموگو (انگلیسی: Mathis Amougou؛ زادهٔ ۱۸ ژانویهٔ ۲۰۰۶) بازیکن فوتبال اهل فرانسه است که در حال حاضر برای باشگاه فوتبال چلسی بازی می‌کند.
وی همچنین در تیم‌های ملی فوتبال زیر ۱۶ سال فرانسه، زیر ۱۷ سال فرانسه، زیر ۱۸ سال فرانسه، زیر ۱۹ سال فرانسه، و زیر ۲۰ سال فرانسه بازی کرده است.

## سال‌های ابتدایی
آموگو متولد لو بلان-منیل است، ماتیس آموگو دارای سه برادر است؛ یک برادر بزرگتر، یک دوقلو و یک برادر کوچکتر که همه آن‌ها نیز فوتبال بازی می‌کنند. او از کودکی به فوتبال علاقه‌مند شد و به همراه برادر بزرگترش به تمرینات فوتبال در سوران، فرانسه می‌رفت، هرچند که به دلیل سن کم نتوانست در هیچ باشگاهی ثبت‌نام کند.

## دوران باشگاهی

### سال‌های اولیه
پس از اینکه خانواده‌اش به لا فارت گاچر نقل مکان کردند، ماتیس آموگو کار خود را با تیم محلی انتنه بری است آغاز کرد و دو فصل را در آنجا گذراند سپس در سال ۲۰۱۴ به تورسی منتقل شود. در حین حضور در تورسی، او همچنین در آکادمی معتبر فوتبال آی‌ان‌اف کالیفرنیا ثبت‌نام کرد.

### سن-اِتین
ماتیس آموگو که قبلاً با آکادمی تیم حرفه‌ای سن-اِتین تمرین می‌کرد، به‌طور رسمی در ژوئیه ۲۰۲۱ به این باشگاه منتقل شد.
پس از یک سال بازی در فوتبال جوانان با سن-اِتین، او به تیم دوم باشگاه ارتقا یافت و در چمپیونات نشنال ۳ رقابت کرد. در میانه فصل اولش در فوتبال بزرگسالان، در آوریل ۲۰۲۳، او اولین قرارداد حرفه‌ای خود را با باشگاه منعقد کرد و قراردادی دو ساله را امضا نمود.
او در تاریخ ۱۳ ژانویه ۲۰۲۴ اولین بازی بزرگسالان خود را در تساوی بدون گل مقابل لاوال در مسابقات لیگ ۲ انجام داد، و در نیمه اول لیگ ۱ به عنوان بازیکن اصلی منظم‌تری شناخته شد.

### چلسی
در تاریخ ۳ فوریه ۲۰۲۵، ماتیس آموگو قراردادی هشت‌ساله با باشگاه لیگ برتری چلسی امضا کرد. با مبلغ انتقال گزارش شده ۱۵ میلیون یورو.

## دوران ملی
ماتیس آموگو که از نژاد کامرونی است، واجد شرایط نمایندگی هر دو کشور کامرون و فرانسه در سطح بین‌المللی است. در سال ۲۰۲۲، پس از عملکردهای چشمگیر در تیم جوانان سن-اِتین، مربی جوانان ملی فرانسه ژان-لوک وانوچی او را برای بازی برابر آلمان دعوت کرد و او در دومین بازی از این دو بازی، اولین بازی خود را در زیر ۱۶ سال انجام داد.
با وجود اینکه این تنها حضور او در تیم زیر ۱۶ سال بود، او همچنان بازیکن مورد علاقه وانوچی باقی ماند و پس از درخشش در سطوح زیر ۱۷ و زیر ۱۸، به تیم ملی دعوت شد. در دومین بازی فرانسه مقابل کره جنوبی، گل ماتیس آموگو در دقیقه ۲ باعث پیروزی ۱–۰ فرانسه شد و اطمینان حاصل کرد که کشورش به مراحل حذفی صعود کند.

## افتخارات
چلسی
- لیگ کنفرانس اروپا: ۲۰۲۴–۲۵[۱۳]

زیر ۱۷ سال فرانسه
- جام جهانی فوتبال زیر ۱۷ سال نایب قهرمان: ۲۰۲۳[۱۴]